# دة سور سفلي
دة سور سفلي (بالفارسية: ده‌سور سفلی) هي قرية تقع في قسم برف انبار الريفي في إيران. يقدر عدد سكانها بـ 397 نسمة .